# Revsund
Revsund är en bebyggelse i Revsunds socken i Bräcke kommun.
Den ligger kring Revsunds kyrka invid ett sund inom Revsundssjöns stora sjösystem. Sundet går mellan Anviksjön (del av Revsundssjön) i norr och Kyrkfjärden i söder och är sjövägen mellan Bräcke-Gällö och Pilgrimstad vid Anviksjöns norra ände.
Sydost om bebyggelsen ligger Ammerön. Norr om kyrkbyn ligger Prästberget (335 m ö.h.).